# 诈死
诈死是指某個人故意欺骗其他人，讓別人相信其已死亡，但事实上這個人仍然活着。通過偽造自殺的方式來诈死又被称为假自杀。若是當事人並非诈死，而是其他人有意聲稱其已死亡，這種情況下則是屬於死亡骗局。
诈死的動機多種多樣，例如有人为了骗取保險金、逃避追捕或者單純惡作劇而诈死。虽然诈死本身并不违法，若是為了逃税、骗取保險金（p. 12）或躲避刑事追究而詐死，這種情況下詐死者可能就觸犯了法律。